# MonsterVerse
MonsterVerse é uma franquia de mídia americana e um universo ficcional compartilhado que é centrado em uma série de filmes, protagonizados pelos monstros Godzilla e King Kong, distribuídos pela Warner Bros. e produzidos pela Legendary Entertainment em parceria com a Toho (nos filmes Godzilla). 
O primeiro filme a ser lançado no Monsterverse foi Godzilla (2014), um reboot da franquia Godzilla, que foi seguido por Kong: Ilha da Caveira (2017), um reinício da franquia de King Kong, o próximo filme a ser lançado foi Godzilla II: Rei dos Monstros (2019), em seguida Godzilla vs. Kong (2021) e Godzilla e Kong: O Novo Império (2024) 
Atualmente, a série de filmes já arrecadou mais de US$ 1 bilhão em todo o mundo.

## Filmes

### Godzilla(2014)
O filme reconta as origens de Godzilla nos tempos contemporâneos e é situado 15 anos após um acidente nuclear no Japão, que subsequentemente desperta duas criaturas parasitas gigantes, conhecidas como "M.U.T.O.s", que devastam uma cidade para se reproduzir, mas ao fazê-lo, despertam o predador alfa mais antigo, e destrutivo, conhecido como "Godzilla", monstro cuja existência foi mantida em segredo pelo governo dos Estados Unidos desde 1954. O filme apresenta Godzilla, o M.U.T.O e a organização Monarch ao Monsterverse.
Em 2004, o diretor Yoshimitsu Banno obteve a permissão da Toho para produzir um longa-metragem do Godzilla em IMAX, que já estava em desenvolvimento há vários anos, até que o projeto finalmente foi transferido para a Legendary Pictures. Em março de 2010, a Legendary anunciou ter adquirido direitos para um filme reboot do Godzilla. Em janeiro de 2011, Gareth Edwards foi anunciado como o diretor do filme. O filme foi co-produzido com a Warner Bros. Pictures com filmagem concluída em 2013 no Canadá e nos Estados Unidos para lançamento em 2014. Godzilla foi lançado em 16 de maio de 2014 recebendo críticas positivas e foi um sucesso de bilheteria, arrecadando US$ 200 milhões no mercado interno e US$ 529 milhões em todo o mundo contra seu orçamento de US$ 160 milhões.

### Kong: A Ilha da Caveira
Um ex-militar viaja com um grupo de desbravadores até a mítica Ilha da Caveira onde seu irmão desapareceu enquanto procurava o Titan, soro que teria o poder de curar todas as doenças. Além de resgatar o irmão, o homem irá enfrentar as criaturas que habitam o local. A equipe de exploradores se aventura nas profundezas da ilha desconhecida no Pacífico que é tão bonita quanto traiçoeira, sem saber que estão atravessando para o domínio do mítico Kong.
O filme foi dirigido por Jordan Vogt-Roberts e escrito por Dan Gilroy, Max Borenstein e Derek Connolly. Isso é um reboot da franquia King Kong, e serve como segundo filme do Monsterverse da Legendary. O filme foi anunciado em julho de 2014 na San Diego Comic-Con e Vogt-Roberts como diretor em setembro de 2014. O projeto começou originalmente na Universal Pictures como uma história de origem, mas depois foi transferido para a Warner Bros. no universo cinematográfico compartilhado com Godzilla e King Kong. A fotografia principal começou em outubro de 2015 no Havaí e em vários locais no Vietnã e terminou em março de 2016. Kong: A Ilha da Caveira foi lançado teatralmente em 10 de março de 2017 para críticas positivas, com elogios por seus efeitos visuais, ação e performances, particularmente o de Jackson e Reilly. Também foi um sucesso de bilheteria, arrecadando 566 milhões em todo o mundo.

### Godzilla II: Rei dos Monstros
Membros da agência Monarch enfrentam monstros gigantescos, incluindo o poderoso Godzilla, que entra em choque com Mothra, Rodan e seu maior inimigo, King Ghidorah, o monstro de três cabeças. Essas antigas superespécies disputam a supremacia, deixando a própria existência da humanidade em risco.
O filme foi dirigido por Michael Dougherty e escrito por Dougherty, Max Borenstein e Zach Shields, baseado nos personagens da Toho, sendo a sequência de Godzilla, de 2014, o terceiro filme do Monsterverse e o trigésimo quinto filme da franquia Godzilla. Produzido pela Legendary Entertainment e distribuído pela Warner Bros. Pictures, internacionalmente, e Toho. Godzilla II: Rei dos Monstros foi lançado nos cinemas em 31 de maio de 2019, para críticas mistas, com elogios aos efeitos visuais, sequências de ação, cinematografia e partitura musical, mas críticas direcionadas ao ritmo, tom, história e personagens. O filme foi uma decepção nas bilheterias, arrecadando 385 milhões de dólares em todo o mundo, contra um orçamento de produção entre 170 e 200 milhões de dólares.

### Godzilla vs. Kong
Em uma época em que monstros caminham pela Terra, a luta da humanidade por seu futuro coloca Godzilla e Kong em uma rota de colisão que verá as duas forças mais poderosas da natureza no planeta colidirem em uma espetacular batalha das eras. Como Monarch embarca em uma missão perigosa em terreno desconhecido e descobre pistas para as origens dos Titãs, uma conspiração humana ameaça limpar as criaturas, boas e más, da face da Terra para sempre.
Godzilla vs. Kong é um filme de monstros estadunidense dirigido por Adam Wingard e escrito por Chris Terrio. É uma continuação de Godzilla II: Rei dos Monstros (2019) e Kong: Skull Island (2017), e é o quarto filme do Monsterverse da Legendary Entertainment. O filme também é o 36º filme da franquia Godzilla, o nono filme da franquia King Kong e o quarto filme Godzilla a ser completamente produzido por um estúdio de Hollywood. 
O projeto foi anunciado em outubro de 2015, quando a Legendary anunciou planos para um universo cinematográfico compartilhado entre Godzilla e King Kong. A sala de roteiristas do filme foi montada em março de 2017 e Wingard foi anunciado como diretor em maio de 2017. As filmagens começaram em novembro de 2018 no Havaí, na Austrália e em Hong Kong e foi encerrada em abril de 2019. Godzilla vs. Kong estreou em 31 de março de 2021 nos cinemas. Kong será interpretado novamente por Terry Notary e Godzilla será novamente interpretado por Andy Serkis.

### Godzilla e Kong: O Novo Império(2024)
Devido ao sucesso de bilheteria e streaming de Godzilla vs. Kong durante a pandemia de COVID-19, a Legendary anunciou uma sequência em março de 2022 e que as filmagens começariam no final do ano. Em maio de 2022, foi anunciado que Adam Wingard voltaria a dirigir e Dan Stevens havia sido escalado para o papel principal. As filmagens começaram em julho de 2022 na Costa do Ouro, Queensland e terminaram em novembro de 2022.
O filme foi lançado em 29 de março de 2024 nos Estados Unidos, pela Warner Bros. Pictures. Acabou sendo muito bem recebido pelo público, embora a resposta da crítica tenha sido mais negativa.
| Filme                           | Data de lançamento  | Diretor(es)         | Roteirista(s)                               | História(s)                                      | Produtor(es)                                                                  |
| ------------------------------- | ------------------- | ------------------- | ------------------------------------------- | ------------------------------------------------ | ----------------------------------------------------------------------------- |
| Godzilla                        | 16 de maio de 2014  | Gareth Edwards      | Max Borenstein                              | David Callaham                                   | Thomas Tull, Jon Jashni, Mary Parent e Brian Rogers                           |
| Kong: A Ilha da Caveira         | 10 de março de 2017 | Jordan Vogt-Roberts | Dan Gilroy, Max Borenstein e Derek Connolly | John Gatins                                      | Thomas Tull, Jon Jashni, Mary Parent e Alex Garcia                            |
| Godzilla: Rei dos Monstros      | 31 de maio de 2019  | Michael Dougherty   | Michael Dougherty e Zach Shields            | Max Borenstein, Michael Dougherty e Zach Shields | Thomas Tull, Jon Jashni, Mary Parent, Alex Garcia e Brian Rogers              |
| Godzilla vs. Kong               | 31 de março de 2021 | Adam Wingard        | Eric Pearson e Max Borenstein               | Terry Rossio, Michael Dougherty e Zach Shields   | Thomas Tull, Jon Jashni, Brian Rogers, Mary Parent, Alex Garcia e Eric McLeod |
| Godzilla e Kong: O Novo Império | 29 de março de 2024 | Adam Wingard        | Terry Rossio, Simon Barrett e Jeremy Slater | Terry Rossio, Adam Wingard e Simon Barrett       | Thomas Tull, Jon Jashni, Brian Rogers, Mary Parent, Alex Garcia e Eric McLeod |

## Material de Ligação

### Trilha Sonora
| Título                                                              | Data de lançamento  | Duração  | Compositor(es)    | Gravadora        |
| ------------------------------------------------------------------- | ------------------- | -------- | ----------------- | ---------------- |
| Godzilla: Original Motion Picture Soundtrack                        | 13 de maio de 2014  | 01:00:27 | Alexandre Desplat | WaterTower Music |
| Kong: Skull Island (Original Motion Picture Soundtrack)             | 03 de março de 2017 | 56:56    | Henry Jackman     | WaterTower Music |
| Godzilla: King of the Monsters (Original Motion Picture Soundtrack) | 24 de maio de 2019  | 01:38:00 | Bear McCreary     | WaterTower Music |
| Godzilla vs. Kong: Original Motion Picture Soundtrack               | 26 de março de 2021 | 01:07:09 | Tom Holkenborg    | WaterTower Music |

### Livros
| Título                                                          | Data de lançamento  | Escritores      | Notas                                      |
| --------------------------------------------------------------- | ------------------- | --------------- | ------------------------------------------ |
| Godzilla: The Art of Destruction                                | 13 de maio de 2014  | Mark Cotta      | A fabricação de Godzilla                   |
| Godzilla: The Official Movie Novelization                       | 20 de maio de 2014  | Greg Cox        | Novelização de Godzilla                    |
| Kong: Skull Island: The Official Movie Novelization             | 14 de março de 2017 | Tim Lebbon      | Novelização de Kong: Ilha da Caveira       |
| The Art and Making of Kong: Skull Island                        | 21 de março de 2017 | Simon Ward      | A fabricação de Kong: Ilha da Caveira      |
| Godzilla: King of the Monsters: The Official Movie Novelization | 31 de maio de 2019  | Gregory Keyes   | Novelização de Godzilla: Rei dos Monstros  |
| The Art of Godzilla: King of the Monsters                       | 04 de junho de 2019 | Abbie Bernstein | A fabricação de Godzilla: Rei dos Monstros |
| Godzilla vs. Kong: The Official Movie Novelization              | 06 de abril de 2021 | Gregory Keyes   | Novelização de Godzilla vs. Kong           |
| Godzilla vs. Kong: The Art of the Ultimate Battle Royale        | 21 de maio de 2021  | Daniel Wallace  | A fabricação de Godzilla vs. Kong          |

### Quadrinhos
| Título                             | Data de lançamento     | Escritores                       | Ilustradores                                          | Artistas de Capa               | Notas                                                              |
| ---------------------------------- | ---------------------- | -------------------------------- | ----------------------------------------------------- | ------------------------------ | ------------------------------------------------------------------ |
| Godzilla: Awakening                | 07 de maio de 2014     | Max Borenstein e Greg Borenstein | Alan Quah, Eric Battle, Yvel Guichet e Lee Loughridge | Arthur Adams                   | História em quadrinhos prequela de Godzilla                        |
| Skull Island: The Birth of Kong #1 | 12 de abril de 2017    | Arvid Nelson                     | Zid                                                   | Zid                            | História em quadrinhos prequela/sequela de Kong: A Ilha da Caveira |
| Skull Island: The Birth of Kong #2 | 28 de junho de 2017    | Arvid Nelson                     | Zid                                                   | Zid                            | História em quadrinhos prequela/sequela de Kong: A Ilha da Caveira |
| Skull Island: The Birth of Kong #3 | 27 de setembro de 2017 | Arvid Nelson                     | Zid                                                   | Zid                            | História em quadrinhos prequela/sequela de Kong: A Ilha da Caveira |
| Skull Island: The Birth of Kong #4 | 22 de novembro de 2017 | Arvid Nelson                     | Zid                                                   | Drew Edward Johnson            | História em quadrinhos prequela/sequela de Kong: A Ilha da Caveira |
| Godzilla: Aftershock               | 21 de maio de 2019     | Arvid Nelson                     | Drew Edward Johnson                                   | Arthur Adams e Christopher Shy | História em quadrinhos prequela de Godzilla: Rei dos Monstros      |
| Kingdom Kong                       | 06 de abril de 2021    | Marie Anello                     | Zid                                                   | Zid                            | História em quadrinhos prequela de Godzilla vs. Kong               |
| Godzilla Dominion                  | 06 de abril de 2021    | Greg Keyes                       | Drew Edward Johnson                                   | Drew Edward Johnson            | História em quadrinhos prequela de Godzilla vs. Kong               |

### Video games
| Título                   | Data de lançamento | Desenvolvedores            | Editor                                 | Notas                                   |
| ------------------------ | ------------------ | -------------------------- | -------------------------------------- | --------------------------------------- |
| Godzilla: Crisis Defense | 07 de maio de 2014 | Legendary                  | Legendary                              | Jogo da web vinculado ao Godzilla       |
| Godzilla: Strike Zone    | 15 de maio de 2014 | Warner Bros. Entertainment | Warner Bros. International Enterprises | Jogo para celular vinculado ao Godzilla |
| Godzilla: Smash 3        | 16 de maio de 2014 | Rogue Play                 | Pipeworks                              | Jogo para celular vinculado ao Godzilla |

## Ver Também
- Universal Monsters
- Kaiju